# Fortunatus Nwachukwu
Fortunato Nwachukwu (nacido el 10 de mayo de 1960) es el secretario de la Sección para la primera evangelización y las nuevas Iglesias particulares del Dicasterio para la Evangelización.

## Biografía

### Primeros años y formación
Nwachukwu nació en Ntigha, Abia, Nigeria en 1960. Después de discernir una vocación al sacerdocio, estudió teología y ley canónica en el seminario.
Licenciado en Sagrada Escritura por el Pontificio Instituto Bíblico, con un doble doctorado en Teología Dogmática por la Pontificia Universidad Urbaniana y en Derecho Canónico por la Pontificia Universidad Santo Tomás de Aquino.
Habla varios idiomas, incluyendo inglés, italiano, alemán, francés, español y árabe.

### Sacerdocio
Fue ordenado sacerdote para la diócesis de Aba el 17 de junio de 1984. Fue convocado a la Academia Pontificia Eclesiástica, donde tomó cursos en la diplomacia, en Roma. Entró oficialmente en el servicio diplomático de la Santa Sede el 1 de julio de 1994. Trabajó en las nunciaturas apostólicas de Ghana, Paraguay y Argelia y, posteriormente, en la Oficina de las Naciones Unidas e Instituciones Especializadas en Ginebra. Después prestó servicio en la Segunda Sección para las relaciones con los Estados de la Secretaría de Estado.
Fue nombrado Jefe de Protocolo el 4 de septiembre de 2007

### Episcopado
El 12 de noviembre de 2012 fue nombrado nuncio apostólico en Nicaragua por el papa Benedicto XVI y, al mismo tiempo, se le asignó la sede titular de Acquaviva con la dignidad de arzobispo. Recibió la ordenación episcopal el 6 de enero de 2013 de manos del santo padre, junto con Georg Gänswein, Nicolas Thévenin y Angelo Vincenzo Zani.
Tras su ordenación episcopal fundó la Fortune Aquaviva Foundation, una organización cuyo objetivo es apoyar a sacerdotes, religiosos y religiosas nigerianos necesitados.
El 4 de noviembre de 2017, el papa Francisco lo nombró nuncio apostólico en Trinidad y Tobago, en Antigua y Barbuda, en Barbados, en Dominica, en Jamaica, en San Cristóbal y Nieves, en San Vicente y las Granadinas y en Guyana, así como delegado apostólico en las Antillas. Durante el año 2018 asume también otras representaciones pontificias: el 27 de febrero en Santa Lucía, en Granada y en Bahamas, el 9 de marzo en Surinam y el 8 de septiembre en Belice.
El 17 de diciembre de 2021 fue nombrado observador permanente de la Santa Sede ante la Oficina de las Naciones Unidas e Instituciones especializadas en Ginebra y ante la Organización Mundial del Comercio, y representante de la Santa Sede ante la Organización Internacional para las Migraciones.
El 15 de marzo de 2023 fue nombrado secretario de la Sección para la primera evangelización y las nuevas Iglesias particulares del Dicasterio para la Evangelización.